# Jehošua Sagui
Jehošua Sagui (hebrejsky: יהושע שגיא) byl izraelský důstojník, politik a bývalý poslanec Knesetu za stranu Likud.

## Biografie
Narodil se 27. září 1933 v Jeruzalému. Vystudoval střední školu v Jeruzalému a bakalářský titul v oboru dějiny a mezinárodní vztahy získal na Telavivské univerzitě. Sloužil v izraelské armádě. Během šestidenní války, jomkipurské války a opotřebovací války byl zpravodajským důstojníkem v Jižním velitelství. V letech 1974–1978 byl asistentem ředitele zpravodajské služby Aman, pak v letech 1978–1979 zástupcem jejího ředitele a v letech 1979–1983 ředitelem. Post náčelníka vojenské rozvědky opustil po událostech, které se během první libanonské války odehrály při masakru v Sabře a Šatíle. Sagui byl kritizován Kahanovou komisí za to, že „zavíral oči a ucpával si uši před tím, co se jasně dělo uvnitř Sabry a Šatíly, jakmile tam vstoupili křesťanští falangisté.“

## Politická dráha
V izraelském parlamentu zasedl po volbách v roce 1988, do nichž šel za stranu Likud. Byl členem výboru pro záležitosti vnitra a životního prostředí, výboru pro zahraniční záležitosti a obranu a výboru finančního. Ve volbách v roce 1992 nebyl zvolen. Později se stal v letech 1993–2003 starostou města Bat Jam.